# 不周山
不周山是中國上古传说中的一座山，亦是人間的天柱，被共工在一氣之下撞斷，使天崩塌，後才衍伸出女媧補天的故事。根據古書記載，不周山据说在昆仑山西北。有提及「不周山」的書籍有《山海經·大荒西經》、屈原的《離騷》等。

## 流行文化
在电脑游戏《仙剑奇侠传4》中，不周山场景作为通往鬼界的结点而出现在游戏中。